# محافظة ضمد
محافظة ضمد هي محافظة سعودية تتبع لإمارة منطقة جازان، جنوب غرب المملكة العربية السعودية، وحاضرتها مدينة ضمد، ويتبع المحافظة مركز الشقيري بالإضافة إلى عدد من القرى.

## جغرافياً

### الموقع
تتوسط المحافظة كبرى مدن المنطقة، حيث تقع في وسط منطقة جازان تقريباً يحدها من الجهة الشرقية محافظة العيدابي ومن الجهة الغربية الخط العام أبو عريش - صبيا ومن الجهة الجنوبية محافظة أبي عريش وقرى وادي جازان ومن الجهة الشمالية قرى وادي الحسيني ومحافظة صبيا وترتبط بهذه المدن المذكورة وكذلك القرى المجاورة بخطوط معبدة ومسفلتة.

### المساحة والسكان
تشغل محافظة ضمد مساحة تقدر بثلاثة آلاف كيلو متر مربع.
بلغ عدد سكان محافظة ضمد (64,136) نسمة حسب تعداد السعودية 2022، عدد السعوديين (44,411) نسمة، وعدد غير السعوديين (19,725) نسمة.
قدر عدد سكانها بحوالي 71,601 نسمة حسب إحصائية 2010م.

### السطح والمناخ
الواقع أن تضاريس محافظة ضمد هي تضاريس منطقة جازان، إلا أنه نظراً لوقوعها على ضفاف وادي ضمد الذي يعتبر من أودية تهامة السعودية المهمة والذي تتدفق مياهه طوال العام وما يكسبه من خصوبة لأرضها وغزارة المياه الجوفية بها وخضرة أراضيها والمزارع التي تحيط بها من أربع جهات وتغذيها الآبار الارتوازية ووادي ضمد.
وكما هو معروف أن مناخ وطقس المنطقة عامة يدخل في دائرة مناخ المملكة العربية السعودية عامة. وبالتالي فإن مناخ المنطقة يتأثر بالرياح الموسمية في أواخر فصل الصيف وبداية فصل الخريف والتي ينتج عنها هبوب الرياح التي تتسبب في إثارة الغبار والأتربة لمدة شهرين وبعد ذلك يبدأ موسم هطول الأمطار (في موسم الخريف) وتتأثر المحافظة بكلتا الحالتين إلا أن ما يميز وادي ضمد ومحافظة ضمد كثرة هطول الأمطار وارتفاع منسوب المياه وكثرة السيول المستمرة على مدار السنة.

## النشاط الاقتصادي

### التجارة
إن لسكان محافظة ضمد اهتمام كبير بالتجارة وحيث يوجد عدد كبير يشتغلون بالتجارة من خلال المؤسسات المتعددة الأغراض والمحلات التجارية التي تزيد عن خمسمائة محل تجاري والورش الصناعية تزيد عن مائتا ورشة.
سوق ضمد الأسبوعي
يقام سوق ضمد في يوم الإثنين من كل أسبوع وفيه يتم بيع وشراء أنواع متعددة من المنتجات والسلع المحلية والمستوردة والملابس بين سكان القرى والمدن المجاورة لمحافظة ضمد، وقد تم تأسيس هذا السوق يوم الاثنين الموافق 23/1/1393هـ، وكذلك سوق يومي للخضار والفواكه واللحوم والأسماك وغيرها.

### الزراعة
لسكان المحافظة اهتمام كبير بالزراعة قديماً وحديثاً وكانت في السابق في حدود وإمكانيات بدائية ضيقة أما في العصر الحاضر فقد انتعشت الزراعة وحفرت الآبار الارتوازية ومنحت الدولة القروض اللازمة لحفر الآبار وتركيب الماكينات وتزويد المزارعين بالأجهزة اللازمة من حراثات ودركترات كل ذلك أعطى حافزاً ودفعه قوية للمزارعين في هذه المنطقة على زراعة المساحات الواسعة ونشطت الزراعة كثيرًا. ومن أهم المحاصيل الزراعية كل من الذرة والسمسم والخضروات بكافة أنواعها والحمضيات والفواكه كالتين والموز والمشمش والمانجو والجوافة والسفرجل والشمام واليوسفي والأشجار العطرية مثل الفل والكادي وغير ذلك.

### الرعي
إن الرعي وتربية الماشية مهنة قديمة لأبناء المنطقة عموماً ومحافظة ضمد خصوصاً وهذه المهنة مع ما فيها من كسب مادي فهي أيضاً تمد أهلها بالحليب والسمن واللحم وهي من المهن المحببة لدى أبناء هذه المحافظة ولا زال الأهالي يحافظون على هذه المهنة وخاصة في البادية من هذه المحافظة بشكل أكبر.

## التعليم
حسب تقرير في سنة 2019م بلغ عدد المدارس البنين 41 مدرسة يدرس بها 7622 طالبًا، كما بلغ عدد مدارس البنات 52 مدرسة تدرس بها 9599 طالبة في كافة مراحل التعليم العام الابتدائي والمتوسط والثانوي.

## القرى التابعة
يتبع محافظة ضمد مركز الشقيري بالإضافة إلى العديد من القرى، منها:
- القمري
- الجهو
- القائم
- الحرجة
- الحصن
- السليل
- خضيرة
- الطاهرية
- محبوبة
- بحدابة
- جريبة
- الزرقاء

## انظر ايضاً
- الشقيري

## وصلات خارجية
- موقع إمارة جازان